# Стеблин-Каминский, Григорий Евгеньевич
Григорий Евгеньевич Стеблин-Каминский (1876—1959) — российский и советский врач-хирург, доктор медицинских наук (в 1920 защитил диссертацию), заслуженный врач РСФСР, профессор и один из создателей и руководителей хирургической клиники МГУ.

## Биография
Происходил из довольно многочисленного рода Стеблиных-Каменских, сын действительного статского советника Евгения Степановича и его жены Александры. Родился в Томске 12 ноября 1876 года. Крещён там же в городском соборе 2 декабря. Посещал школу (гимназию) в Омске, в Уфе затем переехал в Москву и поступил в университет. Выучился на врача еще при Российской Империи. Кавалер ордена Св. Станислава (3-й степени). По некоторым данным, в 1912 году впервые произвёл операцию по смене пола. Многократно был секретарём съездов российских хирургов. Долго жил в Большом Афанасьевском переулке в столице, в домах 25 и 22. Награждён орденом Ленина, орденом «Знак Почёта» и медалью «За трудовое отличие» (1951).. Умер в Москве. Похоронен в могиле матери на Новодевичьем кладбище.

## Труды
- К вопросу о патологии вен конечностей и др.